# 山本正淑
山本 正淑（やまもと まさよし、1916年（大正5年）6月15日 - 2009年（平成21年）9月5日）は、日本の厚生官僚。高知県出身。厚生事務次官、日本赤十字社社長などを歴任した。

## 経歴・人物
旧制高知高等学校を経て東京帝国大学を卒業後、1940年（昭和15年）厚生省に入省。
- 1961年（昭和36年）11月1日 - 1967年（昭和37年）7月1日　厚生省大臣官房長
- 1967年（昭和37年）7月1日 - 1965年（昭和40年）6月2日　厚生省年金局長
- 1965年（昭和40年）6月8日 - 1967年（昭和42年）6月6日　社会保険庁長官
- 1967年（昭和42年）6月6日 - 1967年（昭和42年）9月19日　社会保険庁長官事務取扱
- 1967年（昭和42年）6月6日 - 1969年（昭和44年）8月12日　厚生事務次官[1]

退官後は、医療金融公庫総裁、財団法人厚生年金事業振興団理事長を経て、1987年（昭和62年）4月1日から1996年（平成8年）10月まで第12代日本赤十字社社長を務めた。
2009年（平成21年）9月5日、脳出血のため東京都新宿区の病院で死去、93歳。

## 著書

### 共編著
- 『厚生年金保険法精解』船後正道共編 財務出版 1966
- 『社会保障教室 国民生活の安定と福祉を求めて』小山路男共編 有斐閣選書 1975
- 『川添英雄君の想い出』編集 川添英雄君を想う会 1976

## 栄典
- 1988年（昭和63年）11月 勲一等瑞宝章受章[3]